# Jan Udo Holey
Pour les articles homonymes, voir Holey.
Jan Udo Holey (également connu sous le pseudonyme de Jan van Helsing) est un auteur-éditeur conspirationniste, négationniste, antisémite et ésotériste völkisch allemand né le 22 mars 1967 à Dinkelsbühl en Bavière.

## Biographie
Il est cité dès 1996 par l'office régional de protection de la Constitution du Bade-Wurtemberg (de) comme étant l'un des représentants de l'extrême droite en Allemagne.
Ses textes sont traduits et publiés en langue française au début des années 2000 dans une série d'ouvrages reconnus pour leur caractère conspirationniste, antisémite et occultiste nazi, notamment parce qu'il réactulise des éléments du pamphlet antisémite Les Protocoles des sages de Sion.
Entre 2000 et 2005, l'office fédéral de protection de la constitution allemand et l'office fédéral pour la protection de la Constitution et la lutte contre le terrorisme autrichien confirment son rôle dans la production d'idée et la diffusion de l'antisémitisme,,.
De 2007 à 2010, il cofonde et dirige la web-tv Secret.tv. Sous couvert de sujets en rapport avec des théories ufologiques, complotistes, ésotériques et même de médecines alternatives, cette chaîne relayait des idées d'extrême-droite. La chaîne a produit de mutliples films dont un film d'animation qui « transmet subtilement des clichés antisémites ».

## Condamnations pénales
En 1996, sa première série d'ouvrages Les sociétés secrètes est mise à l'index en Suisse et en Allemagne pour incitation à la haine,.
Il est arrêté en 2007 à Kehl après qu'une plainte ait été instruite par le tribunal correctionnel de Saverne. Jan Holey est reconnu pour être l'éditeur de ses ouvrages en français (éditions Félix), il est condamné le 14 juin 2007 à six mois de prison avec sursis et 4000 € d'amende pour provocation à la discrimination raciale,.

## Publications

### Livres publiés sous le pseudonyme Jan Van Helsing
- Jan Van Helsing, Livre jaune n°1 - Ne touchez pas à ce livre, Louise Courteau, Éditrice inc./hesper-verlag, 2010 (ISBN 978-2-89239-325-5).
- Jan Van Helsing, Livre jaune n°2 - La guerre des francs-maçons, Louise Courteau, Éditrice inc./hesper-verlag, 2011 (ISBN 978-2-89239-339-2).
- Jan Van Helsing, Les sociétés secrètes et leur pouvoir au vingtième siècle (lire en ligne).
- (de) Jan Van Helsing, Geheimgesellschaften und ihre Macht im 20. Jahrhundert (ISBN 3-89478-069-X)Le livre n'est plus disponible en Allemagne car la vente en a été interdite par la cour de justice de Mannheim en raison du contenu antisémite[1]
- (de) Jan Van Helsing, Geheimgesellschaften 2 (ISBN 3-89478-492-X)Le livre n'est plus disponible en Allemagne car la vente en a été interdite par la cour de justice de Mannheim en raison du contenu antisémite[1]
- (de) Jan Van Helsing, Buch 3 - Der dritte Weltkrieg (ISBN 3980573354).
- (de) Jan Van Helsing, Unternehmen Aldebaran. Kontakte mit Menschen aus einem anderen Sonnensystem. Die sensationellen Erlebnisse der Familie Feistle, 1997 (ISBN 389478220X).
- (de) Jan Van Helsing, Hände weg von diesem Buch (ISBN 3980710688).
- (de) Jan Van Helsing, Wer hat Angst vor'm schwarzen Mann...? (ISBN 3980710653).
- (de) Jan Van Helsing, Die Jahrtausendlüge: Auf der Spur des Pyramidenrätsels, 2008 (ISBN 3-938-65630-1).
- (de) Jan Van Helsing, Das 1-Million-Euro-Buch, 2009 (ISBN 3-9386-5699-9).
- (de) Jan Van Helsing, Geheim-Gesellschaften 3 - Krieg der Freimaurer, 2010 (ISBN 978-3938656808).

### Livres publiés sous son vrai nom Jan Udo Holey
- (de) Jan Udo Holey, Die Akte Jan van Helsing (ISBN 3980573397).
- (de) Jan Udo Holey, Die innere Welt (ISBN 3980573311).
- (de) Jan Udo Holey, Die Kinder des neuen Jahrtausends - Mediale Kinder verändern die Welt (ISBN 3980710645).